# Gastrodia appendiculata
Gastrodia appendiculata là một loài thực vật có hoa trong họ Lan. Loài này được C.S.Leou & N.J.Chung mô tả khoa học đầu tiên năm 1990.